# Ero guro
Ero guro é um gênero de arte e música japonesa originado aproximadamente em 1930. A palavra é a contração adaptada para o japonês das palavras inglesas "erotic and grotesque" (erótico e grotesco). No Ero guro a maquiagem é feita para deixar o músico com aparência mais feia, às vezes mais agressiva, e as roupas podem ser tanto trajes comuns, como camiseta, terno ou algo um pouco mais elaborado, mas com discrição bem maior do que nos estilos Elegant Gothic e Kotekote, por exemplo. O estilo é originado do movimento cultural "Ero guro Nonsense", surgido no Japão no início do século XX.